# Kaliforniai királysikló
A kaliforniai királysikló (Lampropeltis getula californiae) a hüllők (Reptilia) osztályának pikkelyes hüllők (Squamata) rendjébe, ezen belül a siklófélék (Colubridae) családjába tartozó királysikló (Lampropeltis getula) egyik alfaja.

## Előfordulása
Habár a neve Kaliforniára utal, a kaliforniai királysikló nevű siklónak az előfordulási területe jóval túlnyúlik ezen az államon; az Amerikai Egyesült Államok nyugati felén és Mexikó északi részén is fellelhető. A nyugati partok mentén 1900 méteres tengerszint feletti magasságban, míg délebbre a Tehachapi-hegységben 2100 méteres tengerszint fölötti magasságban is megtalálható. Elterjedése Oregontól Utahn, Nevadán és Coloradón keresztül, Új-Mexikóig és Észak-Mexikóig tart. Arizonában megosztja a területét a Lampropeltis getula splendida és a Lampropeltis getula nigrita nevű alfajokkal. A Spanyolországhoz tartozó Gran Canaria szigetre véletlenül vagy akarattal betelepítették. 2007-ben stabil állománya jött létre e sziget északkeleti részén; 2009 északnyugaton egy második állományáról érkezett beszámoló.
Közkedvelt „házi kedvenc” a kígyók között. Fogságban könnyen tartható és szaporítható, azonban egy terráriumban csak egy példányt lehet tartani, mivel kannibál hajlamai vannak. Fogságban a természetes színváltozatok mellé, számos más színű példányt is kitenyésztettek.

## Megjelenése
A királysikló kisebb alfajainak egyike; a legnagyobb kifejlett példányok 121,9 centiméter hosszúak is lehetnek, bár az átlag 75-105 centiméter. Habár a szabad természetben a különböző helyeken, kis színváltozat eltérések vannak, az átlagos kaliforniai királysikló színe fekete számos fehér keresztcsíkkal. Az orra, mely kissé felfelé hajlik, szintén fehér.

## Életmódja
Általában nappal tevékeny, de a forró időszakban éjszaka mozog. A hideg időszakban üregbe húzódva, hibernáláshoz hasonló állapotba merül. Nem mérgező kígyófaj, áldozatait szorítás által öli meg. Legfőbb tápláléka más kígyók, akár a nagyon veszélyes csörgőkígyók (Crotalus) és a saját fajtársaik is. A kígyók mellett gyíkokat, kétéltűeket, rágcsálókat és madarakat is fogyaszt.
Mivel védekezésül nem hagyatkozhat méregre, veszély esetén a kloákájából bűzt áraszt.

## Szaporodása
A kaliforniai királysikló tojások által szaporodik. A párzási időszak tavasszal van; ekkortájt a hímek felkeresik a nőstényeket, közben egymással versengenek. Párzás után 42-63 nappal a nőstény májustól augusztusig lerakja a tojásait. A fészekalj 5-12 tojásból állhat, bár az átlag 9, de akár 20 tojásból álló fészekaljat is találtak. A kis kígyók, körülbelül 40-65 nap után kelnek ki, ekkor már 20,3-33 centiméter hosszúak.

## Képek különböző alfajokról

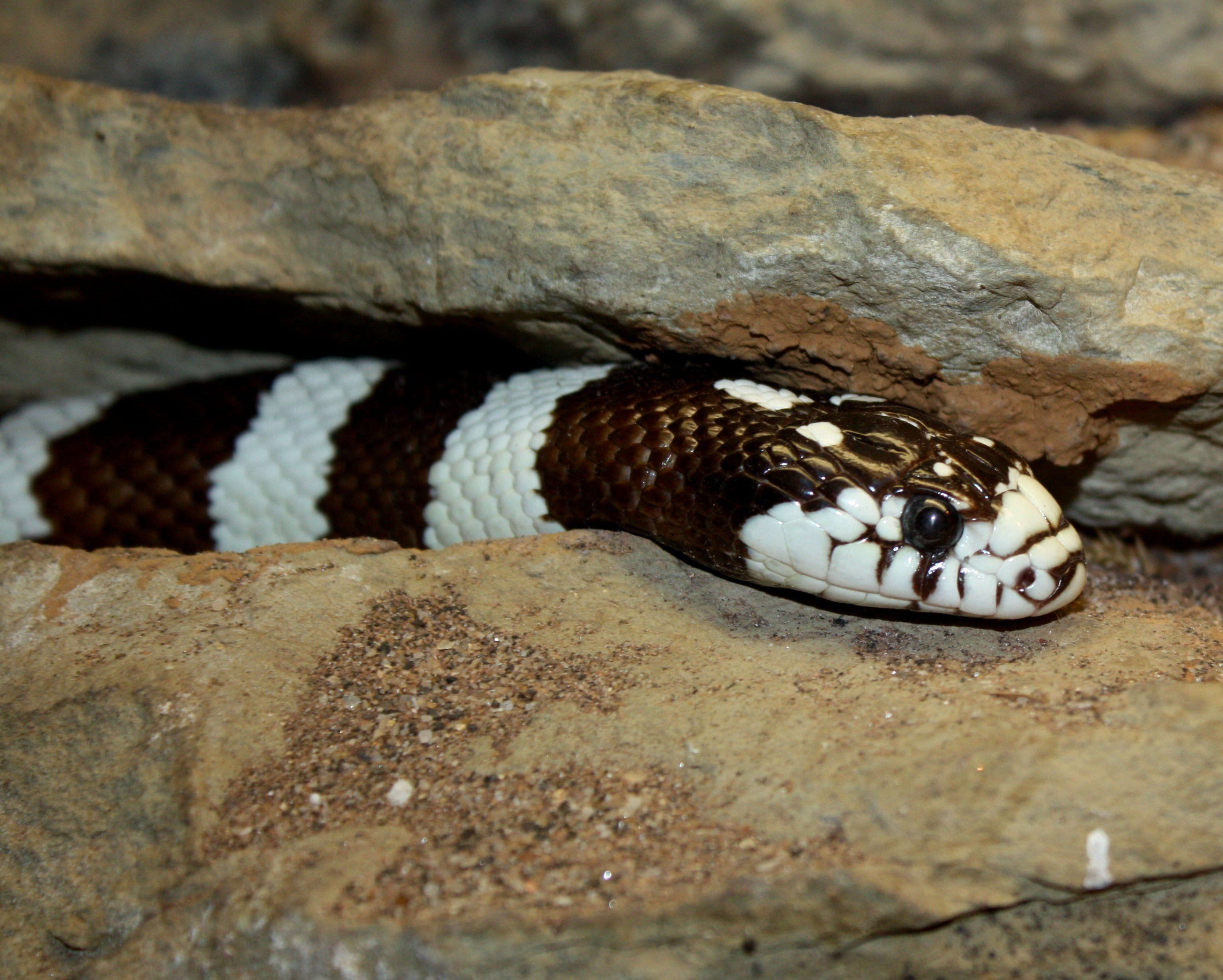
Természetes
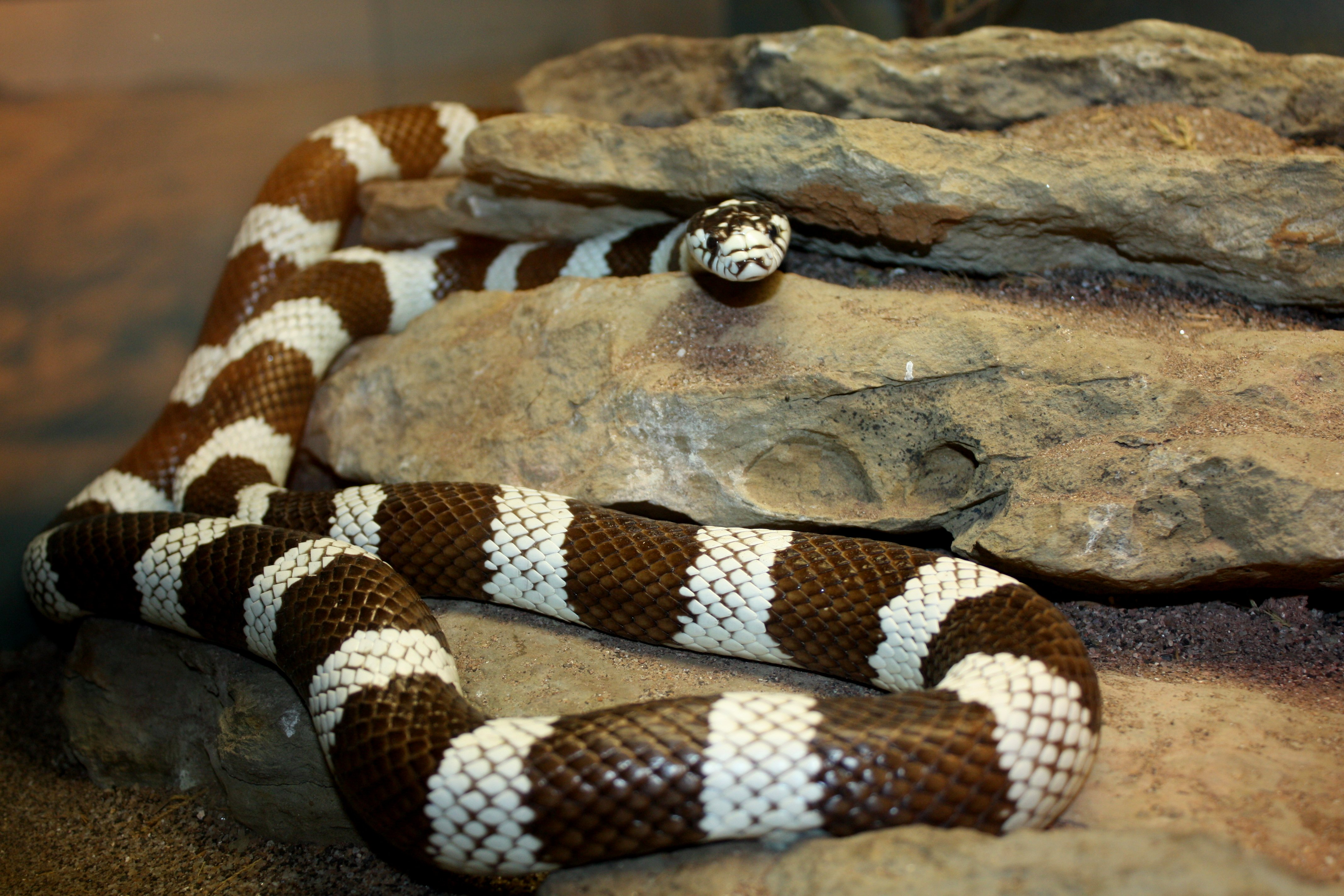
színekben
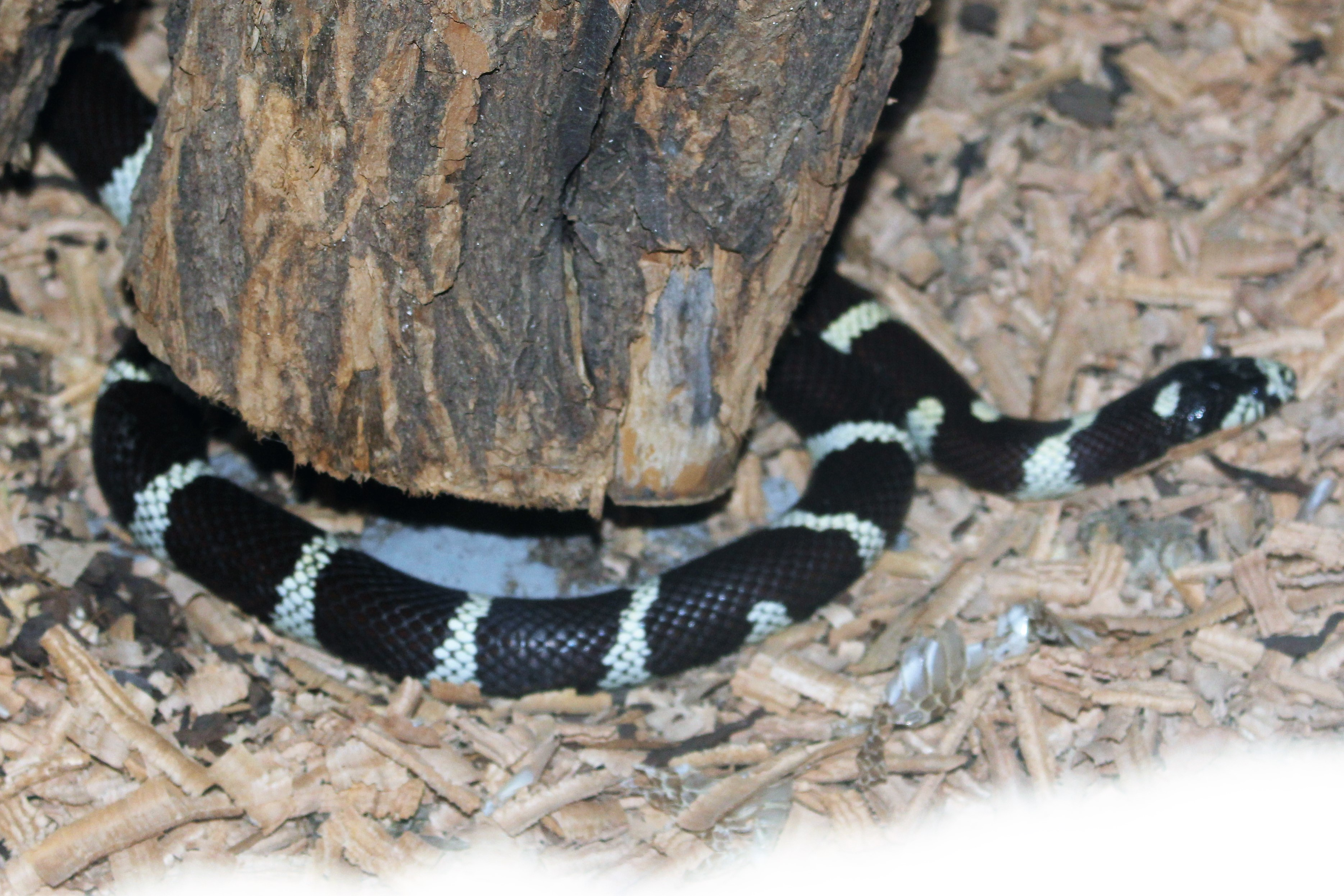
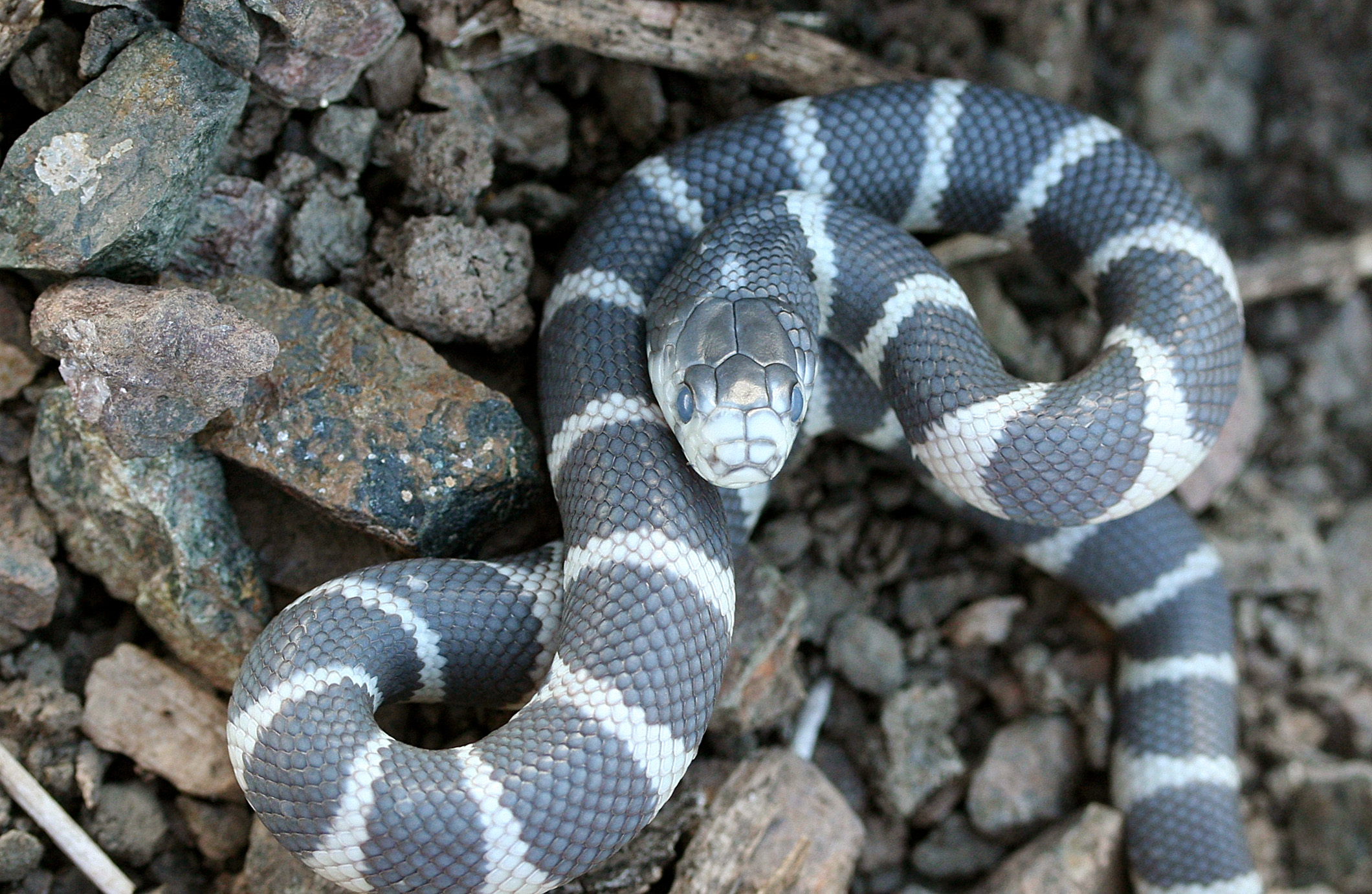
Vedlő példány
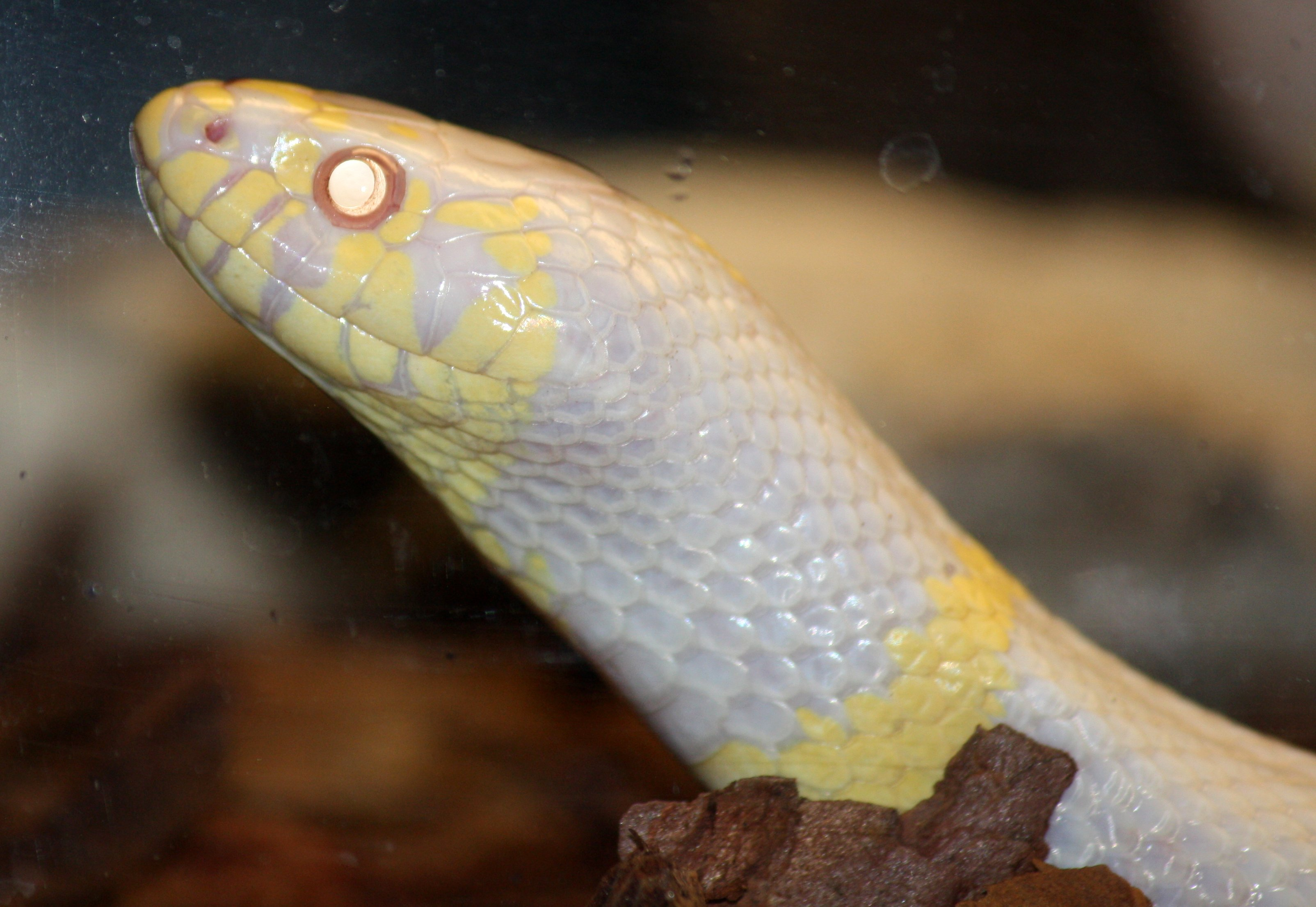
Kitenyésztett
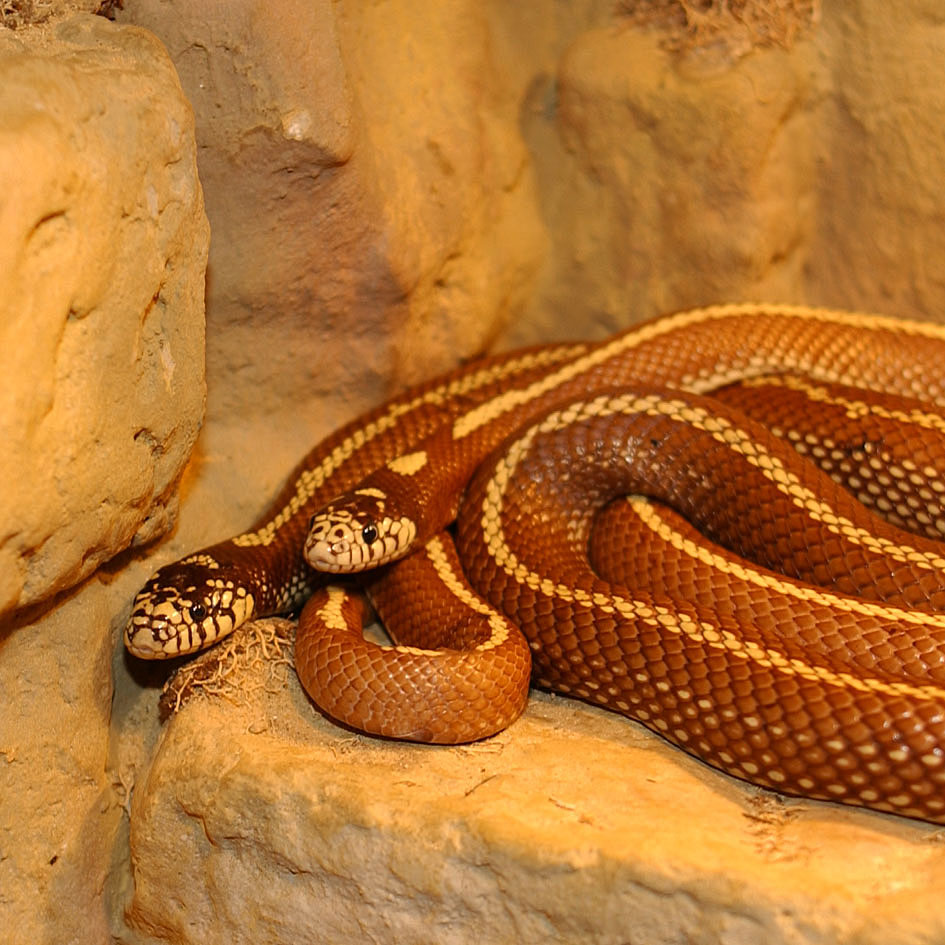
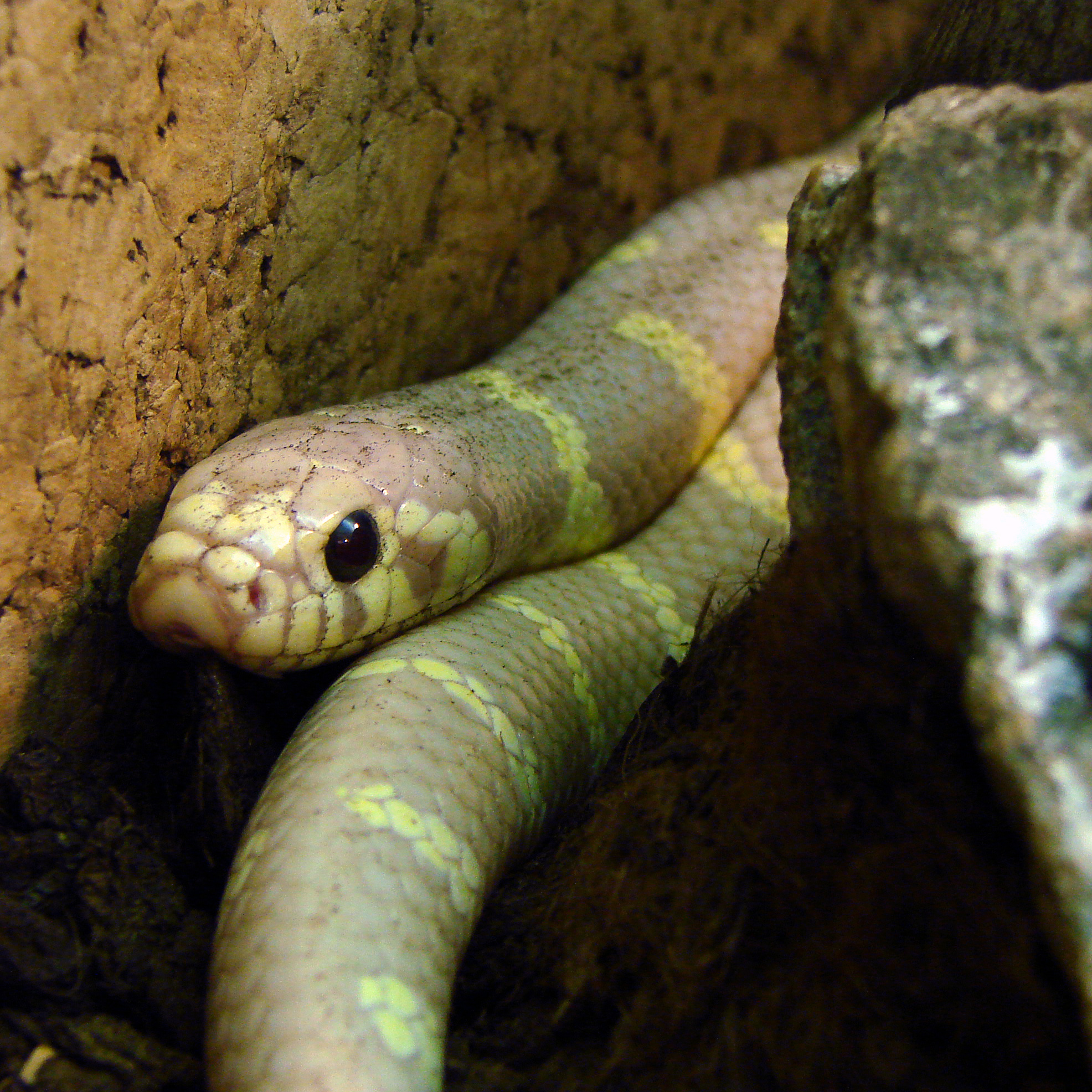
színekben
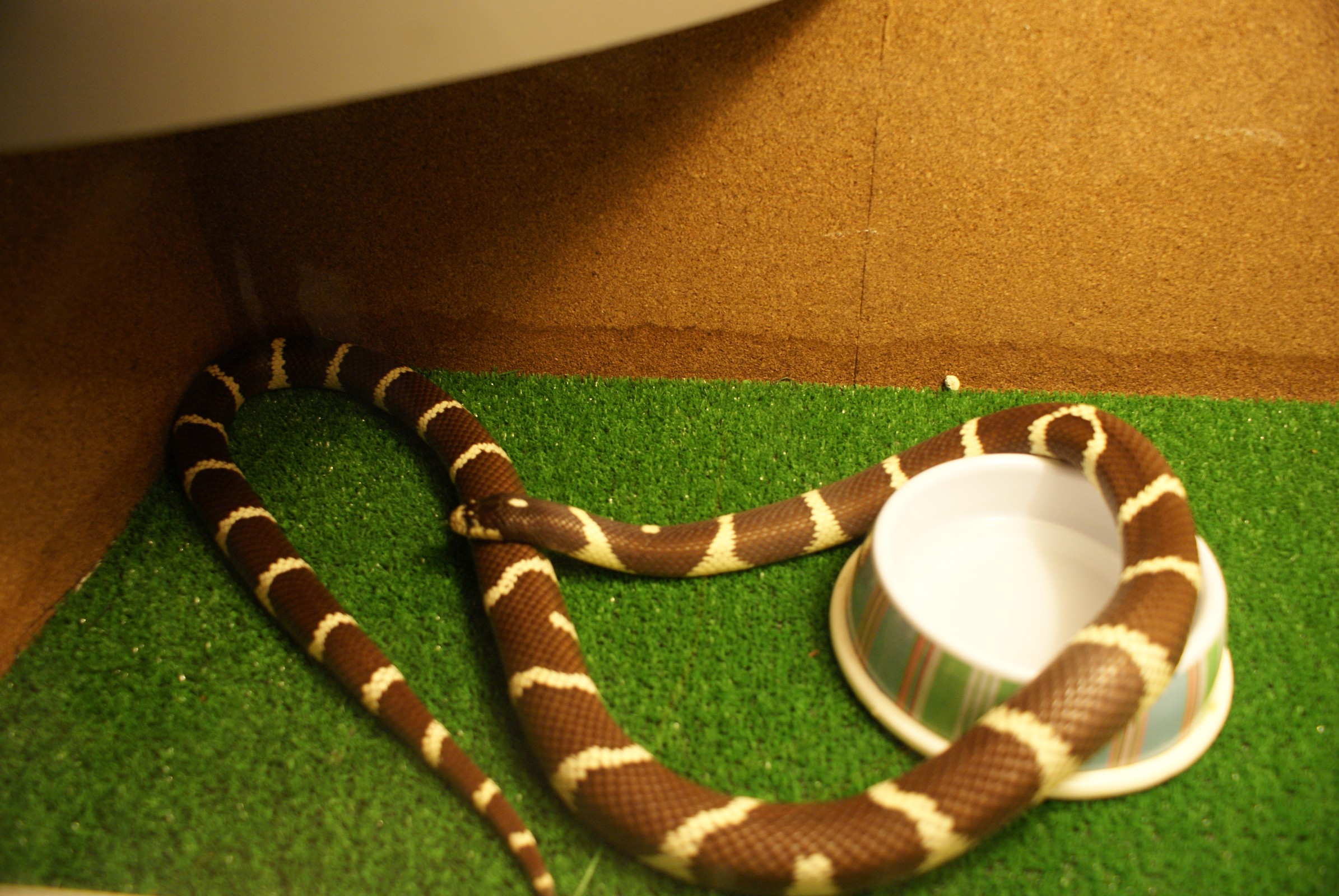

## Fordítás
- Ez a szócikk részben vagy egészben  a   California kingsnake című angol Wikipédia-szócikk ezen változatának fordításán alapul.  Az eredeti cikk szerkesztőit annak laptörténete sorolja fel. Ez a jelzés csupán a megfogalmazás eredetét és a szerzői jogokat jelzi, nem szolgál a cikkben szereplő információk forrásmegjelöléseként.